# Balak

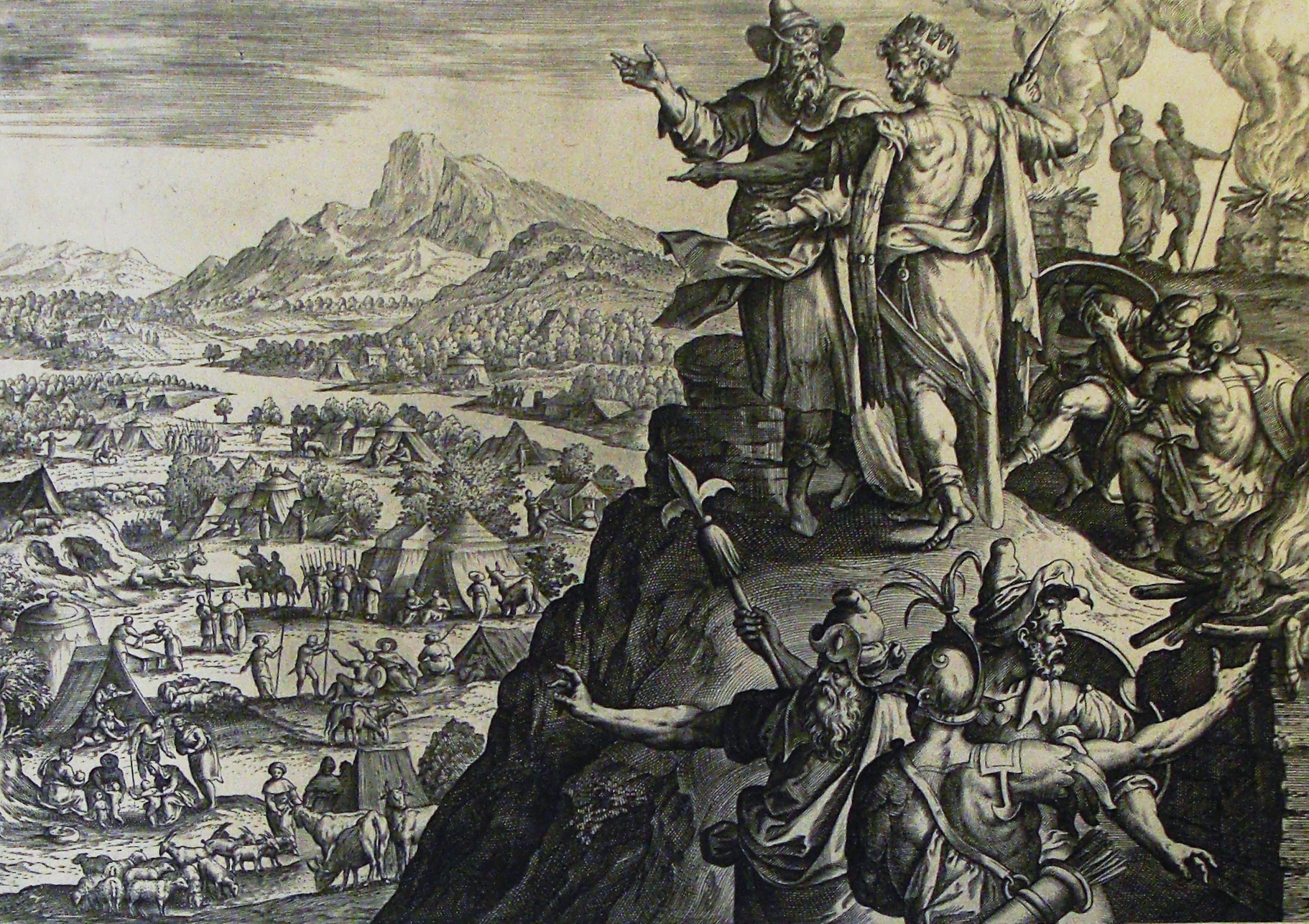
Král Balak s prorokem Bileámem

Balak (hebrejsky בָּלָק‎, Balak), též přepisováno jako Balák, je postava z Bible – moábský král, který vládl v době, kdy izraelské kmeny putovaly do své zaslíbené země. Jméno Balak se vykládá jako „Pustošitel“. Ačkoliv Bible tohoto krále vykresluje jako nepřítele izraelského národa, protože povolal z dalekého mezopotamského města Petor proroka národů jménem Bileám neboli Balám či Bilám (hebrejsky בִּלְעָם‎, Bil‘am), aby izraelský národ proklel, přesto mu židovská tradice připisuje zásluhu, protože přinesl oběti Bohu, takže díky ní se stal praotcem Rút. Podle židovské tradice byl Balak přímým potomkem Lota.
Po moábském králi Balakovi je pojmenována paraša, která se v synagógách čte jednou v roce o šabatové bohoslužbě.
Méšova stéla ukazuje, že král Balak by mohla být skutečná historická postava.